# Antonio García Peris
Antoni García Peris (València, 7 de gener de 1841 - 1 de juliol de 1918) fou un fotògraf valencià, conegut per tindre el gabinet més actiu de la ciutat de València, durant anys fou el fotògraf preferit de la burgesia local, des de 1862 fins a la seua mort, i per ser sogre de Joaquim Sorolla, qui es casà amb la seua tercera filla Clotilde.

## Biografia
Antoni García Peris va nàixer en una família de sastres. El seu pare era d'Almagro (Província de Ciudad Real) i sa mare havia nascut a Càlig (Baix Maestrat). Es formà com a pintor a l'Escola de Belles Arts de València, una vegada acabats els estudis es va dedicar a pintar escenografies per al Teatre Principal. Allí, de la mà del pintor escenògraf Baldomero Almejún, que també era fotògraf, va iniciar-se en la fotografia. L'any 1862 va obrir, junt a Hipólito Cebrián, la seua primera galeria fotogràfica, amb l'atractiu comercial de presentar-la "a pis baix" permetent als seus clients retratar en carruatge. Tres anys després va refundar el seu estudi, ara en solitari, per a traslladar-se a la Plaça de Sant Francesc (actual plaça de l'Ajuntament) el 1867.

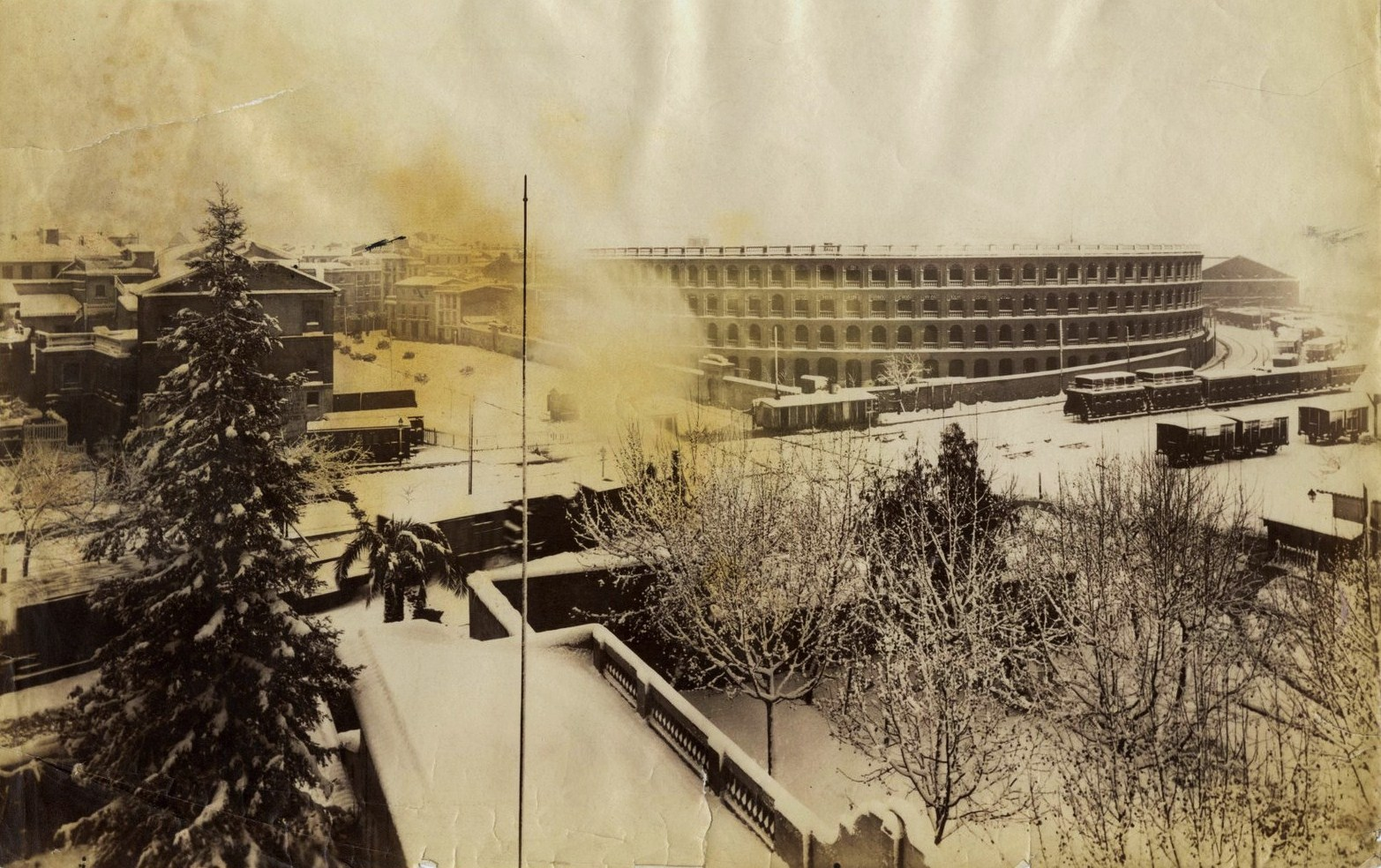
València nevada per Antonio García, 1885.

El treball realitzat durant la dècada dels 70 li va reportar un important prestigi professional, bona posició social i una notable fortuna, cosa que li va permetre comprar l'edifici, decorat amb pintures del seu amic Antonio Cortina Farinós i obrir un nou i luxós gabinet el 1878. El treball fonamental de García havia consistit el retrat, activitat de la qual se'n conserven nombrosos exemples de qualitat. A partir dels anys 80, però, començà a fotografiar fàbriques i maquinària, realitzant reportatges de les cites comercials més importants de la ciutat: va fer dos àlbums complets corresponents a una exposició per a motors de reg (1880) i una altra sobre l'Exposició Regional de 1883. Tanmateix va realitzar un ampli àlbum per a recordar el pas de la reina regent per València en 1888, s'hi recollien imatges dels arcs erigits en honor de la família reial i vistes dels edificis més importants de la ciutat. Actualment es conserva aquest exemplar, enquadernat luxosament, que la Diputació de València va enviar a la sobirana a l'Arxiu del Palau Real. Alguns dels seus retrats més notables i coneguts són els que va fer a Sorolla, encara que també van posar per a ell els germans Benlliure, Marià i Josep, Antonio Cortina Farinós, María Guerrero, Julián Gayarre, Frascuelo, Pastora Imperio i molts altres.
A començaments del segle xx, quan la fotografia derivava a postulats pictorialistes als quals aquest fotògraf era aliè, García Peris era considerat tot un símbol pels professionals. L'any 1903 fou president de la Unió Fotogràfica Valenciana i dos anys més tard obtindria la medalla d'or en l'Exposició Nacional de Fotografia de 1905, organitzada en el Ministeri de Foment pels professionals del gremi. de Madrid. Kaulak en la seua revistaLa Fotografia, parlava en aquell moment d'ell com "un dels pocs clàssics que queden dels temps que jo diria heroics, ja que va ser dels que van patir el col·lodió".
Fou protector de Sorolla quan aquest era estudiant de Belles Arts, més tard es convertiria en el seu sogre en casar-se el pintor amb la seua filla, Clotilde García del Castillo.